# Liste der Kulturdenkmäler in Antrifttal
Die folgende Liste enthält die in der Denkmaltopographie ausgewiesenen Kulturdenkmäler auf dem Gebiet  der Gemeinde Antrifttal, Vogelsbergkreis, Hessen.
Hinweis: Die Reihenfolge der Denkmäler in dieser Liste orientiert sich zunächst an Ortsteilen und anschließend der Anschrift, alternativ ist sie auch nach der Bezeichnung, der vom Landesamt für Denkmalpflege vergebenen Nummer oder der Bauzeit sortierbar.
Kulturdenkmäler werden fortlaufend im Denkmalverzeichnis des Landes Hessen durch das Landesamt für Denkmalpflege Hessen auf Basis des Hessischen Denkmalschutzgesetzes (HDSchG) geführt. Die Schutzwürdigkeit eines Kulturdenkmals hängt nicht von der Eintragung in das Denkmalverzeichnis des Landes Hessen oder der Veröffentlichung in der Denkmaltopographie ab.

Die bisher bekannten Bau- und Kunstdenkmäler hat das Landesamt für Denkmalpflege Hessen in sogenannten Arbeitslisten erfasst. Den Arbeitslisten liegen Erkenntnisse aus Akten, Ortsbegehungen und Denkmalinventaren, jedoch keine neuere systematische Forschung, zugrunde. Die Benehmensherstellung mit der Gemeinde gemäß § 11 Abs. 1 HDSchG ist noch nicht erfolgt.
Das Vorhandensein oder Fehlen eines Objekts in dieser Liste ist keine rechtsverbindliche Auskunft darüber, ob es Kulturdenkmal ist oder nicht: Diese Liste entspricht möglicherweise nicht dem aktuellen Stand der offiziellen Denkmaltopographie. Diese ist für Hessen in den entsprechenden Bänden der Denkmaltopographie Bundesrepublik Deutschland und im Internet unter DenkXweb – Kulturdenkmäler in Hessen einsehbar. Auch diese Quellen sind, obwohl sie durch das Landesamt für Denkmalpflege Hessen aktualisiert werden, nicht immer aktuell, da es im Denkmalbestand immer wieder Änderungen gibt.
Eine verbindliche Auskunft erteilt allein das Landesamt für Denkmalpflege Hessen.
Nutze diese Kartenansicht, um Koordinaten in der Liste zu setzen. In dieser Kartenansicht sind Kulturdenkmale ohne Koordinaten mit einem roten bzw. orangen Marker dargestellt und können in der Karte gesetzt werden. Kulturdenkmale ohne Bild sind mit einem blauen bzw. roten Marker gekennzeichnet, Kulturdenkmale mit Bild mit einem grünen bzw. orangen Marker.

## Kulturdenkmäler nach Ortsteilen

### Bernsburg
| Bild            | Bezeichnung                 | Lage                                                           | Beschreibung | Bauzeit | Objekt-Nr. |
| --------------- | --------------------------- | -------------------------------------------------------------- | ------------ | ------- | ---------- |
| Bild gesucht BW | Gesamtanlage Bernsburg      | Lage                                                           |              |         | 813732 DDB |
| Bild gesucht BW |                             | Am Berg 2 LageFlur: 1, Flurstück: 8/1                          |              |         | 813694     |
| Bild gesucht BW |                             | Am Berg 9 LageFlur: 1, Flurstück: 96/3                         |              |         | 813701 DDB |
| Bild gesucht BW | Evangelische Kirche         | Am Berg 38 LageFlur: 1, Flurstück: 94                          |              |         | 814215 DDB |
| Bild gesucht BW | Genossenschaftshalle        | Arnshainer Straße 4 LageFlur: 1, Flurstück: 20/4               |              |         | 814218 DDB |
| Bild gesucht BW |                             | Arnshainer Straße 8 LageFlur: 1, Flurstück: 6/2                |              |         | 814216 DDB |
| Bild gesucht BW |                             | Erlenweg 4 LageFlur: 1, Flurstück: 30                          |              |         | 814219 DDB |
| Bild gesucht BW |                             | In der Aue 1, In der Aue 1a LageFlur: 1, Flurstück: 58/2, 58/3 |              |         | 813731 DDB |
| Bild gesucht BW | Backhaus und Viehwaage      | Raiffeisenstraße 1 LageFlur: 1, Flurstück: 25                  |              |         | 814217 DDB |
| Bild gesucht BW |                             | Raiffeisenstraße 4 LageFlur: 1, Flurstück: 53/1                |              |         | 813695 DDB |
| Bild gesucht BW | Friedhof: Gefallenendenkmal | Wannrain LageFlur: 8, Flurstück: 34/3                          |              |         | 814118 DDB |

### Ohmes
| Bild            | Bezeichnung                                             | Lage                                                                      | Beschreibung | Bauzeit | Objekt-Nr. |
| --------------- | ------------------------------------------------------- | ------------------------------------------------------------------------- | ------------ | ------- | ---------- |
| Bild gesucht BW | Friedhof: Friedhofskreuz, Gefallenendenkmal und Grabmal | Am Friedhof LageFlur: 3, Flurstück: 81, 83                                |              |         | 813276 DDB |
| Bild gesucht BW |                                                         | Angenröder Straße 9 LageFlur: 1, Flurstück: 162/1                         |              |         | 814083 DDB |
| Bild gesucht BW | Wegkreuz                                                | Angenröder Straße (gegenüber Hausnummer 29) LageFlur: 1, Flurstück: 136   |              |         | 813594 DDB |
| Bild gesucht BW | Wegkreuz                                                | Arnshainer Weg LageFlur: 4, Flurstück: 70/1                               |              |         | 814212 DDB |
| weitere Bilder  | Katholische Kirche zur Hl. Familie                      | Kirchstraße 22 LageFlur: 5, Flurstück: 32/4                               |              |         | 813631 DDB |
| Bild gesucht BW | Wegkreuz                                                | Kirtorfer Straße 1 LageFlur: 1, Flurstück: 26/1                           |              |         | 813595 DDB |
| Bild gesucht BW |                                                         | Kirtorfer Straße 8 LageFlur: 1, Flurstück: 168/1                          |              |         | 814163 DDB |
| Bild gesucht BW | Backhaus                                                | Kirtorfer Straße 9 LageFlur: 1, Flurstück: 28/1                           |              |         | 813596 DDB |
| Bild gesucht BW | „Bonifatiusstein“                                       | Ruhlkircher Straße (gegenüber Hausnummer 12) LageFlur: 1, Flurstück: 44/1 |              |         | 813599 DDB |
| Bild gesucht BW |                                                         | Schulstraße 9 LageFlur: 1, Flurstück: 147/1                               |              |         | 938612 DDB |
| Bild gesucht BW | Ehemalige Schule                                        | Schulstraße 29 LageFlur: 1, Flurstück: 82                                 |              |         | 813598 DDB |
| Bild gesucht BW | Ehemaliges Forsthaus                                    | Schulstraße 38 LageFlur: 1, Flurstück: 83                                 |              |         | 813597 DDB |

### Ruhlkirchen
| Bild                           | Bezeichnung                             | Lage                                                                            | Beschreibung | Bauzeit | Objekt-Nr. |
| ------------------------------ | --------------------------------------- | ------------------------------------------------------------------------------- | ------------ | ------- | ---------- |
| Bild gesucht BW                | Gesamtanlage Ruhlkirchen                | Lage                                                                            |              |         | 813729 DDB |
| Bild gesucht BW                | Bildstock                               | An der Trift LageFlur: 8, Flurstück: 67/5                                       |              |         | 955397 DDB |
| Bild gesucht BW                | Kreuz                                   | Bornwiesen und Fortlappen (vor Alsfelder Straße 30) LageFlur: 10, Flurstück: 10 |              |         | 813690 DDB |
| Bild gesucht BW                | Friedhof: Friedhofskreuz, Grabmäler     | Ellergärten LageFlur: 1, Flurstück: 157                                         |              |         | 813691 DDB |
| Bild gesucht BW                |                                         | Eulenbergstraße 7 LageFlur: 1, Flurstück: 69                                    |              |         | 814229 DDB |
| Bild gesucht BW                |                                         | Fischbacher Straße 22 LageFlur: 1, Flurstück: 40/1                              |              |         | 814139 DDB |
| Bild gesucht BW                | Ehemaliges Schwesternhaus St. Elisabeth | Fischbacher Straße 24 LageFlur: 1, Flurstück: 41/2                              |              |         | 813633 DDB |
| Bild gesucht BW                |                                         | Hintergasse 2 LageFlur: 1, Flurstück: 115                                       |              |         | 814121 DDB |
| Bild gesucht BW                |                                         | Hintergasse 17 LageFlur: 1, Flurstück: 124                                      |              |         | 814231 DDB |
| Bild gesucht BW                |                                         | Oberdorf 11 LageFlur: 1, Flurstück: 23                                          |              |         | 814119 DDB |
| Katholische Kirche St. Michael | Katholische Kirche St. Michael          | Pfarrgasse 1 LageFlur: 1, Flurstück: 1/1                                        |              |         | 814108 DDB |
| Bild gesucht BW                | Pfarrhaus                               | Weihersweg 3 LageFlur: 1, Flurstück: 52/1                                       |              |         | 814122 DDB |

### Seibelsdorf
| Bild            | Bezeichnung                           | Lage                                                                   | Beschreibung | Bauzeit | Objekt-Nr. |
| --------------- | ------------------------------------- | ---------------------------------------------------------------------- | ------------ | ------- | ---------- |
| Bild gesucht BW | Gesamtanlage Seibelsdorf              | Lage                                                                   |              |         | 814209 DDB |
| Bild gesucht BW | Kreuz                                 | Am Hermannshainer Weg (Birkenbetten) LageFlur: 4, Flurstück: 8         |              |         | 814117 DDB |
| Bild gesucht BW | Gefallenendenkmal                     | Am Schloßgartenacker (bei Hauptstraße 1) LageFlur: 1, Flurstück: 121/2 |              |         | 814230 DDB |
| weitere Bilder  | Katholische Kirche zum Heiligen Kreuz | Hauptstraße 1 LageFlur: 1, Flurstück: 121/1                            |              |         | 814208 DDB |
| Bild gesucht BW | Ehemalige Schule                      | Hauptstraße 13 LageFlur: 1, Flurstück: 68/2                            |              |         | 814210 DDB |
| Bild gesucht BW | Ehemaliges Hofgut                     | Im Unterdorf 1 LageFlur: 1, Flurstück: 7                               |              |         | 813733 DDB |
| Bild gesucht BW |                                       | Im Unterdorf 8 LageFlur: 1, Flurstück: 17                              |              |         | 814178 DDB |
| Bild gesucht BW |                                       | Im Unterdorf 9 LageFlur: 1, Flurstück: 1/2                             |              |         | 814116 DDB |
| Bild gesucht BW | Back- und Spritzenhaus                | Im Unterdorf 32 LageFlur: 1, Flurstück: 43/3                           |              |         | 813689 DDB |
| Bild gesucht BW |                                       | Im Unterdorf 34 LageFlur: 1, Flurstück: 45/1                           |              |         | 814206 DDB |
| Bild gesucht BW | Kreuz                                 | Im Unterdorf (vor Nummer 1) LageFlur: 1, Flurstück: 179                |              |         | 814205 DDB |
| Bild gesucht BW | Bildstock                             | Spitze LageFlur: 7, Flurstück: 32                                      |              |         | 938616 DDB |
| Bild gesucht BW | Bildstock                             | Vorderer Katzenberg LageFlur: 1, Flurstück: 151                        |              |         | 814207 DDB |

### Vockenrod
| Bild            | Bezeichnung                   | Lage                                                               | Beschreibung | Bauzeit | Objekt-Nr. |
| --------------- | ----------------------------- | ------------------------------------------------------------------ | ------------ | ------- | ---------- |
| Bild gesucht BW | Gesamtanlage Vockenrod        | Lage                                                               |              |         |            |
| Bild gesucht BW | Friedhof                      | Seibelsdorfer Straße, Pfadäcker LageFlur: 1, Flurstück: 237, 93/11 |              |         | 813635 DDB |
| weitere Bilder  | Katholische Kirche St. Marien | Seibelsdorfer Straße 15 LageFlur: 1, Flurstück: 22                 |              |         | 813634 DDB |